# Ramiro Pellitero
Ramiro Pellitero Iglesias (León, 13 de enero de 1956) es un teólogo y escritor español. Profesor ordinario en la Universidad de Navarra. Especialista en los ministerios y los carismas en la Iglesia católica, y en el trasfondo cultural e ideológico de la catequesis contemporánea.

## Biografía
Licenciado en Medicina y Cirugía en la Universidad de Santiago de Compostela (1981),y posteriormente en Teología en la Universidad de Navarra (1985). Fue ordenado sacerdote (20 de agosto de 1998), incardinándose en la Prelatura del Opus Dei. Se doctoró en Teología por la misma universidad (1992), con una tesis sobre Yves Congar titulado "La teología del laicado en la obra de Yves Congar", que obtuvo  premio extraordinario.
Comenzó su actividad docente, siendo profesor ayudante (1987-1993), profesor adjunto (1994-2009), y profesor agregado (2009) de Teología Pastoral y Eclesiología en el departamento de Teología sistemática de la Universidad de Navarra, donde también fue secretario del departamento de Eclesiología (1992-1998). Posteriormente trabajó como investigador asociado y profesor en la Universidad Católica de América (1998-2000).
Sus campos de investigación se centran en la Eclesiología (fundamentalmente, la teología del laicado y del sacerdocio, de los ministerios y de los carismas); la Teología Pastoral (particularmente, cuestiones metodológicas de la Teología Pastoral, análisis teológico de la catequética y de la educación religiosa contemporánea; las cuestiones de Teología pastoral en América Latina; y finalmente, la teología y evangelización en los Estados Unidos y entre los hispanos o latinos estadounidenses.

## Asociaciones a las que pertenece
- Miembro de la Catholic Theological Society of America (CTSA)".
- Miembro de la Association of Practical Theology (APT), asociación interconfesional.
- Miembro de la Société Internationale de Theologie Pratique (SITMP), sociedad interconfesional fundada en la Universidad de Lausana (1992)
- Primer miembro español (agosto 2009) de la International Academy of Practical Theology (IAPT) sociedad interconfesional fundada en Princeton (1991).

## Publicaciones

### Libros como autor
- La teología del laicado en la obra de Yves Congar. Pamplona: Universidade de Navarra. 1996.[6]
- Sacerdotes seculares, hoy: planteamientos, reflexiones y propuestas sobre la "secularidad" de los presbíteros. Madrid: Palabra. 1997.[7]
- Teología pastoral. Panorámica y perspectivas: una eclesiología práctica al alcance de todos. Bilbao: Grafite. 2006.[8]
- Ser Iglesia haciendo el mundo: los laicos en la nueva evangelización. San José: Ediciones Promesa. 2007.[9]
- Al hilo de un pontificado: el gran sí de Dios. Pamplona: EUNSA. 2010.[10]
- Abrir las puertas a Dios y a los demás: al hilo de un pontificado. Pamplona: EUNSA. 2012.[11]
- La sinfonía de la fe: redescubrir el Catecismo de la Iglesia Católica. San José: Ediciones Promesa. 2013.[12]
- Laicos en la nueva evangelización. Madrid: Rialp. 2013.[13]
- Acompañar a las familias. Reflexiones en torno a la exhortación "Amoris laetitia". Ciudad de México: Universidad Panamericana. 2017.
- Eclesiología (una introducción). Pamplona: Eunsa. 2017.[14]
- Teología de la misión. Pamplona: Eunsa. 2018.[15]
- Renovar la educación de la fe. Claves del Catecismo de la Iglesia Católica. Pamplona: Eunsa. 2019.[16]
- Introducción al estudio del Catecismo de la Iglesia Católica. Pamplona: Eunsa. 2019.[17]
- Sentir con la Iglesia: en el corazón de los cristianos. Burgos: Grupo Fonte-Monte Carmelo. 2021.[18]
- Caminos de la fe. Siete itinerarios en el Catecismo de la Iglesia Católica. Madrid: Palabra. 2021.[19]
- Educación y humanismo cristiano. Una aportación de belleza y esperanza. Pamplona: Eunsa. 2021.[20][21]
- Teología Pastoral: la Misión evangelizadora de la Iglesia. Pamplona: Eunsa. 2023.[22][23]

### Libros como editor, director o coordinador
- (Coeditor con Pedro Rodríguez y otros) Pueblo de Dios, Cuerpo de Cristo, Templo del Espíritu Santo. Implicaciones estructurales y pastorales en la "Communio" (Actas del XV Simposio Internacional de Teología de la Universidad de Navarra, 13-15 de abril de 1994), Eunsa, Pamplona, 1996.
- (Coeditor con P. Rodríguez y otros) El Espíritu Santo y la Iglesia (Actas del XIX Simposio Internacional de Teología de la Universidad de Navarra, 22-24 de abril de 1998), Eunsa, Pamplona, 1999.
- (Director) Los laicos en la eclesiología del Concilio Vaticano. Santificar el mundo desde dentro, ed. Riap, Madrid, 2006
- (Director) Vivir el amor. En torno a la encíclica “Deus caritas est”, (Colección Cuestiones fundamentales) Rialp, Madrid, 2007
- (Codirector con J. Sesé) La transmisión de la Fe en la sociedad contemporánea (XXVIII Simposio Internacional de Teología de la Universidad de Navarra, 18-20 de abril de 2007), Eunsa, Pamplona, 2008
- (Director) La Iglesia como familia de Dios, ed. Rialp, Madrid, 2010.
- (Editor), Juan Pablo II, Cartas a los sacerdotes, ed. Promesa, Costa Rica, 2010.
- (Director), La misión del sacerdote en la Iglesia, Eunsa, 2011.
- (Coord.), “Creer en el amor”. Redescubrir la encíclica “Lumen fidei”, CPL, Barcelona, 2018.
- (Editor), Alfredo García Suárez, Mensaje cristiano y catequesis. Textos escogidos. Estudio introductorio y edición por R. Pellitero, Eunsa, Pamplona, 2024.